# Chrysothemis
Solklockssläktet (Chrysothemis) är ett växtsläkte i familjen gloxiniaväxter med sju arter i Guatemala, Små Antillerna och norra och centrala Sydamerika. Solklocka (C. pulchella) odlas som krukväxt i Sverige.
Chrysothemis är ett släkte av tvåhjärtbladiga växter. Chrysothemis ingår i familjen Gesneriaceae.
Kladogram enligt Catalogue of Life:
| Chrysothemis | \| \| Chrysothemis dichroa \| \| \| \| \| \| Chrysothemis friedrichsthaliana \| \| \| \| \| \| Chrysothemis kuhlmannii \| \| \| \| \| \| Chrysothemis pulchella \| \| \| \| \| \| Chrysothemis rupestris \| \| \| \| \| \| Chrysothemis semiclausa \| \| \| \| |
|              | \| \| Chrysothemis dichroa \| \| \| \| \| \| Chrysothemis friedrichsthaliana \| \| \| \| \| \| Chrysothemis kuhlmannii \| \| \| \| \| \| Chrysothemis pulchella \| \| \| \| \| \| Chrysothemis rupestris \| \| \| \| \| \| Chrysothemis semiclausa \| \| \| \| |
|              | Chrysothemis dichroa |
|              | |
|              | Chrysothemis friedrichsthaliana |
|              | |
|              | Chrysothemis kuhlmannii |
|              | |
|              | Chrysothemis pulchella |
|              | |
|              | Chrysothemis rupestris |
|              | |
|              | Chrysothemis semiclausa |
|              | |

## Bildgalleri

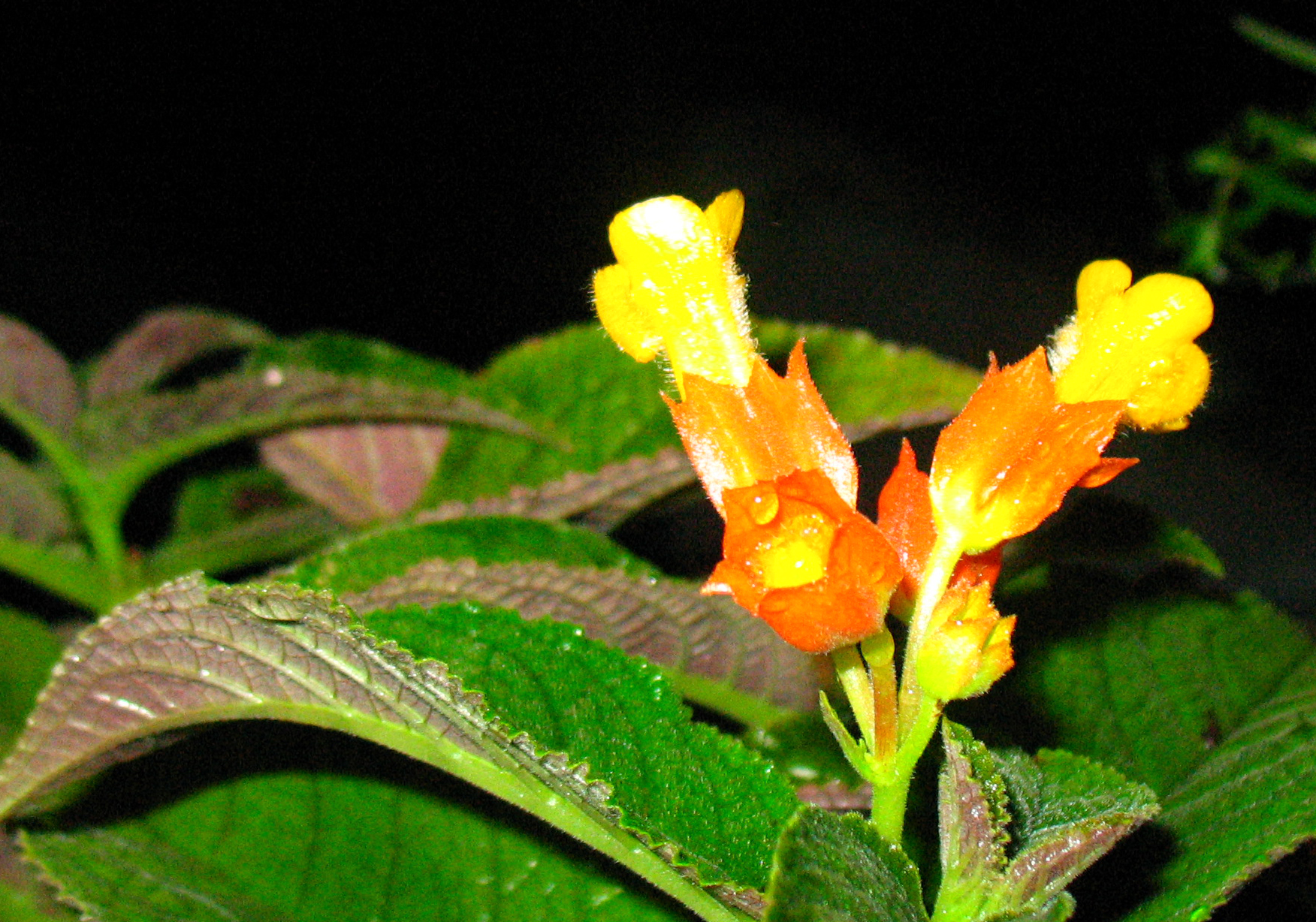
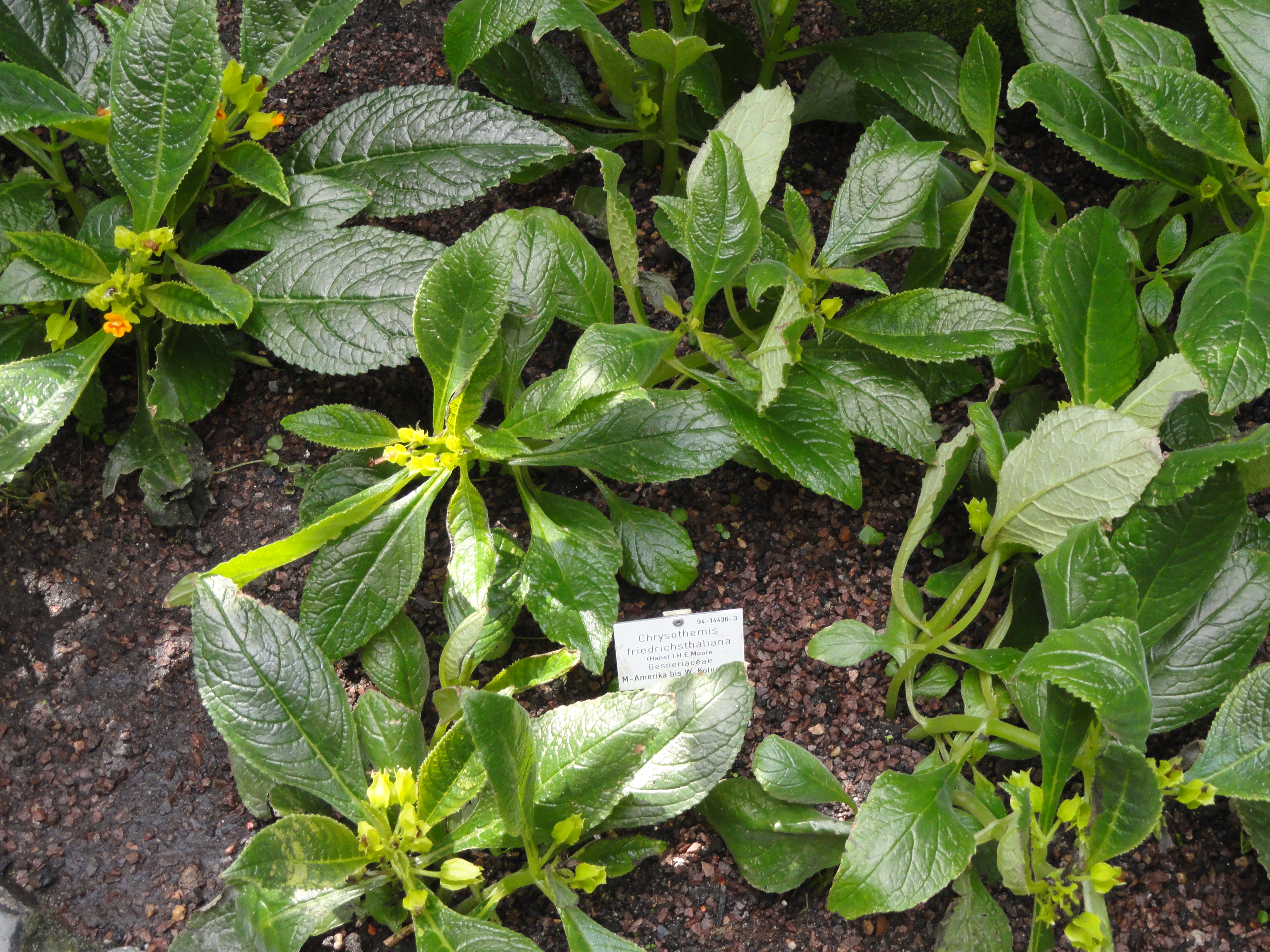
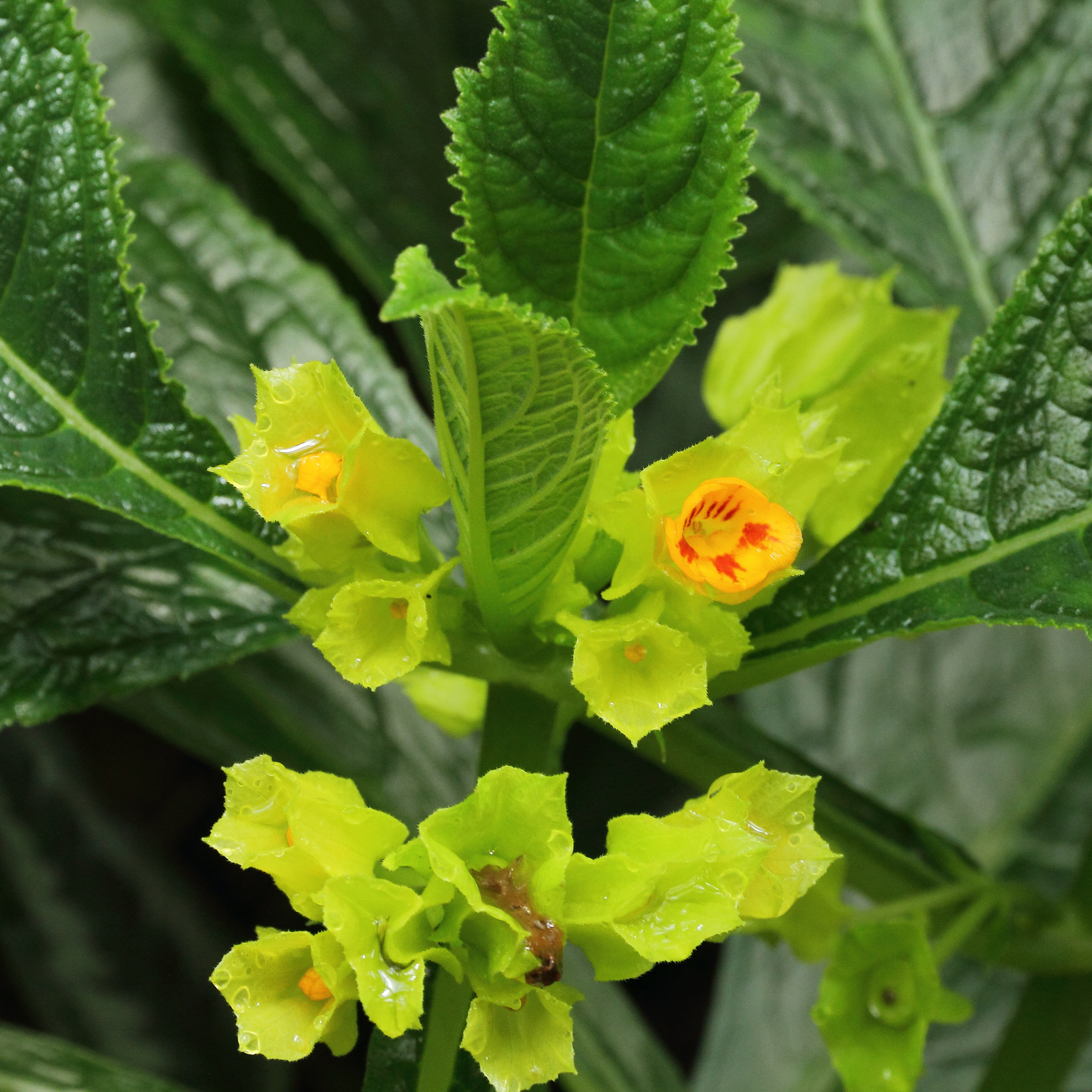
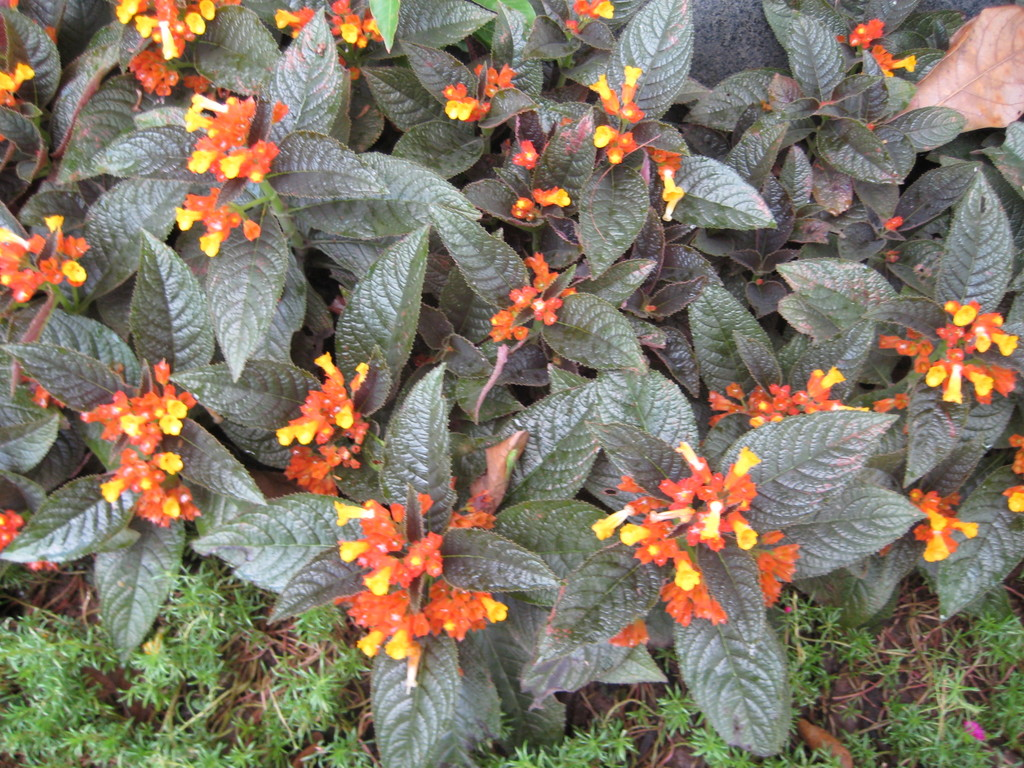
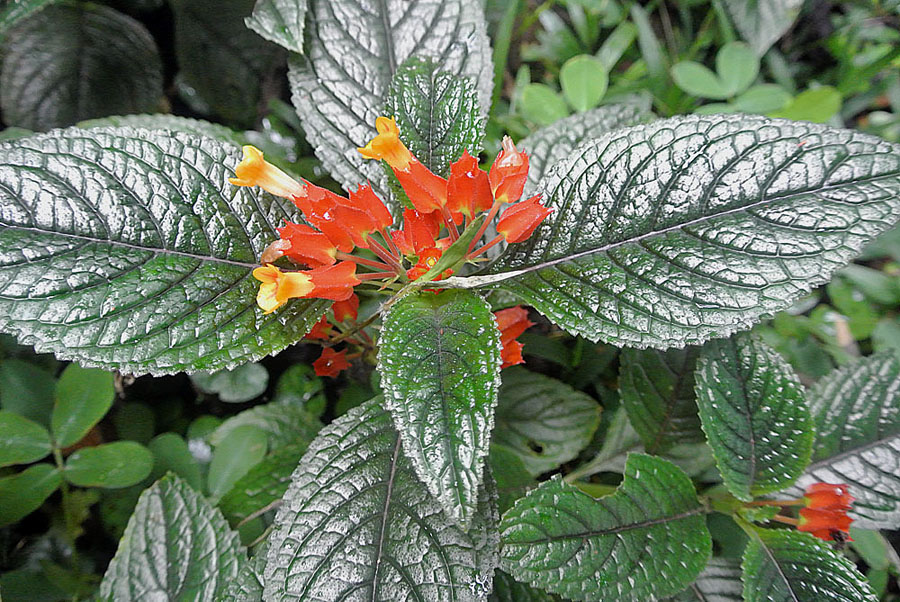
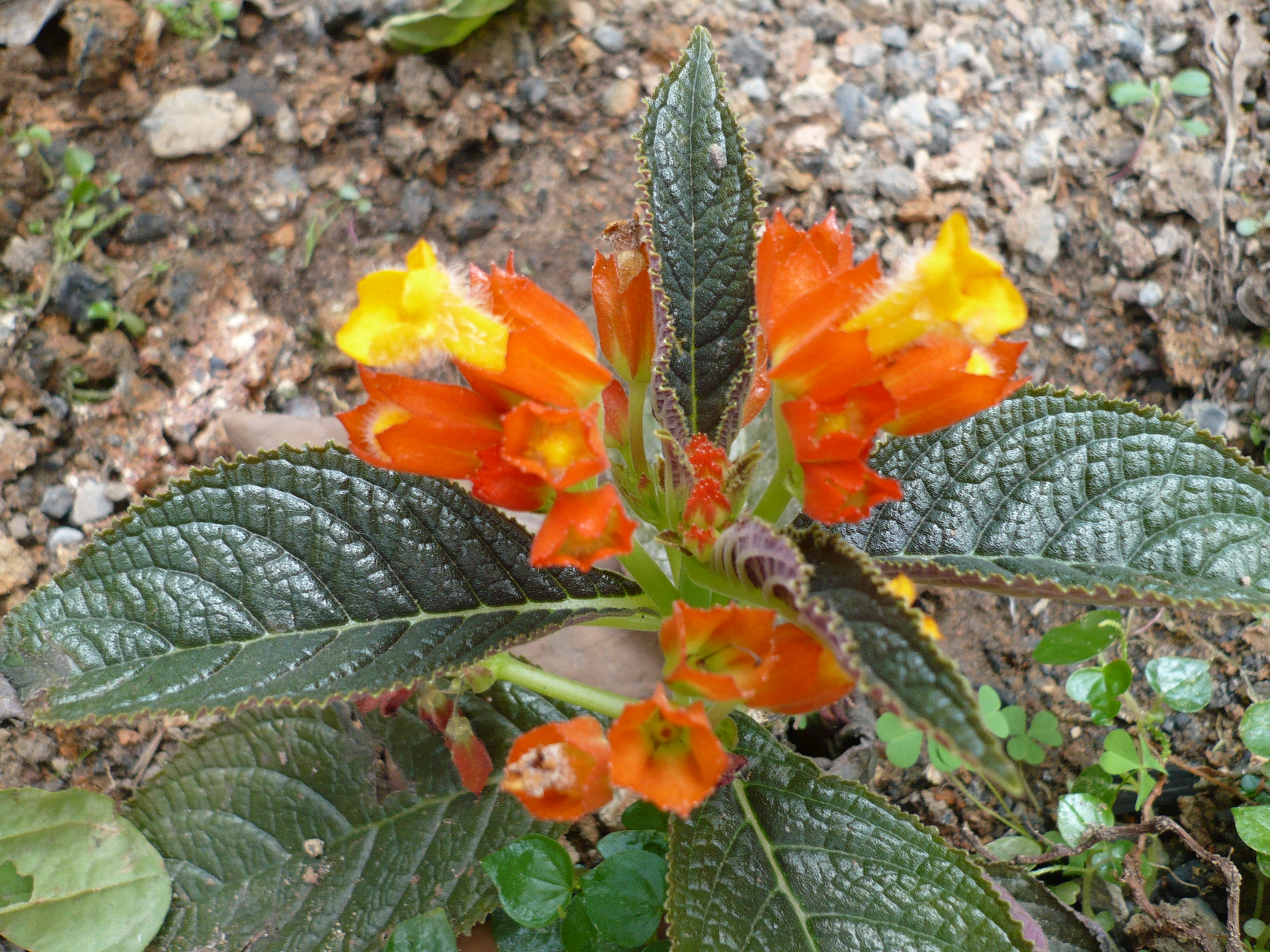